# Беатриса Савойская (сеньора де Вильена)
Беатриса Савойская (1250—1292) — дочь графа Савойи Амадея IV и его второй жены Сесиль де Бо; сеньора де Вильена во втором браке с доном Мануэлем де Кастилия.
После смерти отца в 1253 году Беатриса получила некоторую сумму денег в качестве наследства. После смерти брата, графа Савойи Бонифация, его преемником стал их дядя Пьер II. После смерти Пьера Беатриса вынуждена была отказаться от притязаний на Савойю в пользу другого дяди, Филиппа I. В документе от 21 октября 1268 года она упоминается как Contesson, возможно, чтобы отличить её от её старшей сводной сестры с тем же именем. В хартии папы Климента IV от 11 августа 1266 года говорится о том, что граф Филипп передал имущество своей племяннице «Б», что, скорее всего, относится к Беатрисе.
Беатриса была обручена с Хайме, вторым сыном короля Арагона Хайме I, однако помолвка была разорвана 11 августа 1266 года. Спустя десять лет Хайме стал королем Майорки под именем Хайме II.
Беатриса вышла замуж 21 октября 1268 года за Пьера де Шалона, сеньора Шательбелин, сына Жана I де Шалона. Пьер передал имущество своей жене в 1269 году. Супруги были женаты более шести лет до смерти Пьера; детей у них не было.
В 1274 году она повторно вышла замуж за Мануэля Кастильского; это был второй брак и для Мануэля — его первая жена Констанция (сестра бывшего жениха Беатрисы, Хайме) умерла, оставив двух детей. У Мануэля и Беатрисы был один сын Хуан Мануэль, который родился в Эскалоне 5 мая 1282 года. Мануэль умер через год после рождения их сына; Хуан стал его наследником, поскольку сын Мануэля от Констанции умер молодым. Беатриса заботилась о своем сыне до самой своей смерти девять лет спустя, после чего Хуан Мануэль остался на попечении своего дяди, короля Кастилии Санчо IV.